# Criotettix nigripennis
Criotettix nigripennis är en insektsart som beskrevs av Wei, S.-z., Z. Zheng och W.-a. Deng 2007. Criotettix nigripennis ingår i släktet Criotettix och familjen torngräshoppor. Inga underarter finns listade i Catalogue of Life.